# Relaxin'
Albums de Mika Nakashima
Real
(2013)
Relaxin' est le 1er album remix de Mika Nakashima. Il est sorti sous le label Sony Music Associated Records le 4 mars 2015 au Japon.

## Liste des titres
| 1.  | relaxin' with MIKA #1 ★                                                   |  |
| 2.  | Sakurairo Mau Koro with Mizoguchi Hajime (桜色舞うころ)                   |  |
| 3.  | relaxin' with MIKA #2 ★                                                   |  |
| 4.  | Hatsukoi (acoustic ver.) (初恋)                                           |  |
| 5.  | relaxin' with MIKA #3 ★                                                   |  |
| 6.  | Yuki no Hana (silent) (雪の華)                                            |  |
| 7.  | relaxin' with MIKA #4 ★                                                   |  |
| 8.  | Over Load (Kenmochi Hidefumi Remix)                                       |  |
| 9.  | relaxin' with MIKA #5 ★                                                   |  |
| 10. | AMAZING GRACE ('05)                                                       |  |
| 11. | relaxin' with MIKA #6 ★                                                   |  |
| 12. | Ichiban Kirei na Watashi wo (Reggae Disco Rockers Remix) (一番綺麗な私を) |  |
| 13. | relaxin' with MIKA #7 ★                                                   |  |
| 14. | Memory feat. DAISHI DANCE                                                 |  |
| 15. | relaxin' with MIKA #8 ★                                                   |  |
| 16. | Seppun (Dennis Bovell Lovers Dub #2) (接吻)                               |  |
| 17. | relaxin' with MIKA #9 ★                                                   |  |
| 18. | A MIRACLE FOR YOU (2011)                                                  |  |
| 19. | relaxin' with MIKA #10 ★                                                  |  |
| 20. | aroma (live)                                                              |  |

| 1. | Making Of Ichimanin no Yuki no Hana |  |